# Cabral (Fussballspieler)
Cabral, bürgerlich Adilson Tavares Varela (* 22. Oktober 1988 in Praia, Kap Verde), ist ein ehemaliger Schweizer Fussballspieler kap-verdischer Herkunft, der von 2007 bis 2013 sechs Jahre beim FC Basel unter Vertrag stand. Mit Basel wurde er fünfmal Schweizer Meister. Von März 2018 bis Juni 2020 spielte er für den FC Lausanne-Sport. Er ist Rechtsfüsser und spielte meist im defensiven Mittelfeld.

## Karriere

### Verein
Cabral kam im Sommer 2007 vom zweitklassischen Challenge-League-Verein FC Lausanne-Sport zum FC Basel. Dort kam der Nachwuchsspieler am 5. August 2007 zu seinem Debüt in der Axpo Super League, als er bei der 1:5-Niederlage gegen den Berner BSC Young Boys in der 85. Spielminute für Carlitos eingewechselt wurde. Kurz nach seiner Einwechselung bereitete er den durch Scott Chipperfield erzielten Ehrentreffer vor. Im weiteren Saisonverlauf kam er nur sporadisch zum Einsatz, konnte jedoch am Saisonende den Gewinn des Meistertitels und des Cupsiegs feiern.
Am 1. September 2008 wurde er für die Saison 2008/09 an den spanischen Verein FC Sevilla ausgeliehen, wo er in der zweiten Mannschaft zu 22 Einsätze kam und ein Tor schoss. Seit dem 1. Juli 2009 spielte er wieder für den FCB. Zwischenzeitlich wurde Christian Gross als Trainer entlassen und unter den neuen Chef Thorsten Fink kam er zu mehr Einsätzen. Sein erstes Meisterschaftstor erzielte er am 6. Dezember 2009 im 3:2-Heimsieg gegen AC Bellinzona.
Am Ende der Saison 2012/13 wurde Cabral mit dem FC Basel zum fünften Mal Schweizer Meister (viermal in Folge) und stand im Finale des Schweizer Cup, das der FC Basel im Penaltyschiessen verlor. In der UEFA Europa League 2012/13 ist er mit dem FC Basel bis ins Halbfinale vorgerückt und musste dort gegen den amtierenden UEFA-Champions-League-Sieger FC Chelsea antreten. Der FC Basel verlor sowohl das Heim- als auch das Auswärtsspiel und schied mit dem Gesamtergebnis von 2:5 aus. In einer langen Saison mit total 76 Spielen (36 in der Super League, 6 im Cup, 20 in der Champions League und Europa League, sowie 14 Testspiele) hatte Cabral insgesamt 59 Einsätze, davon 27 in der Super League, 4 im Cup sowie 15 Einsätze in der Champions und Europa League und 13 in Testspiele.

### Nationalmannschaft
Obwohl in Kap Verde geboren hat Cabral in der Schweizer U-18, U-19, U-20 und in der U-21 Fussballnationalmannschaft gespielt.

## Persönliches
Cabral ist ein Cousin des Schweizer Fussballnationalspielers Gelson Fernandes.

## Titel und Erfolge
FC Basel
- Schweizer Meister: 2008, 2010, 2011, 2012, 2013
- Schweizer Cupsieger: 2008, 2010, 2012
- Schweizer Cupfinalist: 2013
- Uhrencupsieger: 2011